# Welfen-Kaserne (Landsberg am Lech)
Die Welfen-Kaserne ist eine Kaserne der Bundeswehr in Landsberg am Lech im Bundesland Bayern. In der Kaserne befindet sich eine Untertageanlage (UTA), die zum Ende des Zweiten Weltkrieges von KZ-Häftlingen errichtet werden musste. Sie beherbergt heute das Instandsetzungszentrum 13 und Teile des Bundeswehr-Dienstleistungszentrums Landsberg am Lech.

## Untertageanlage

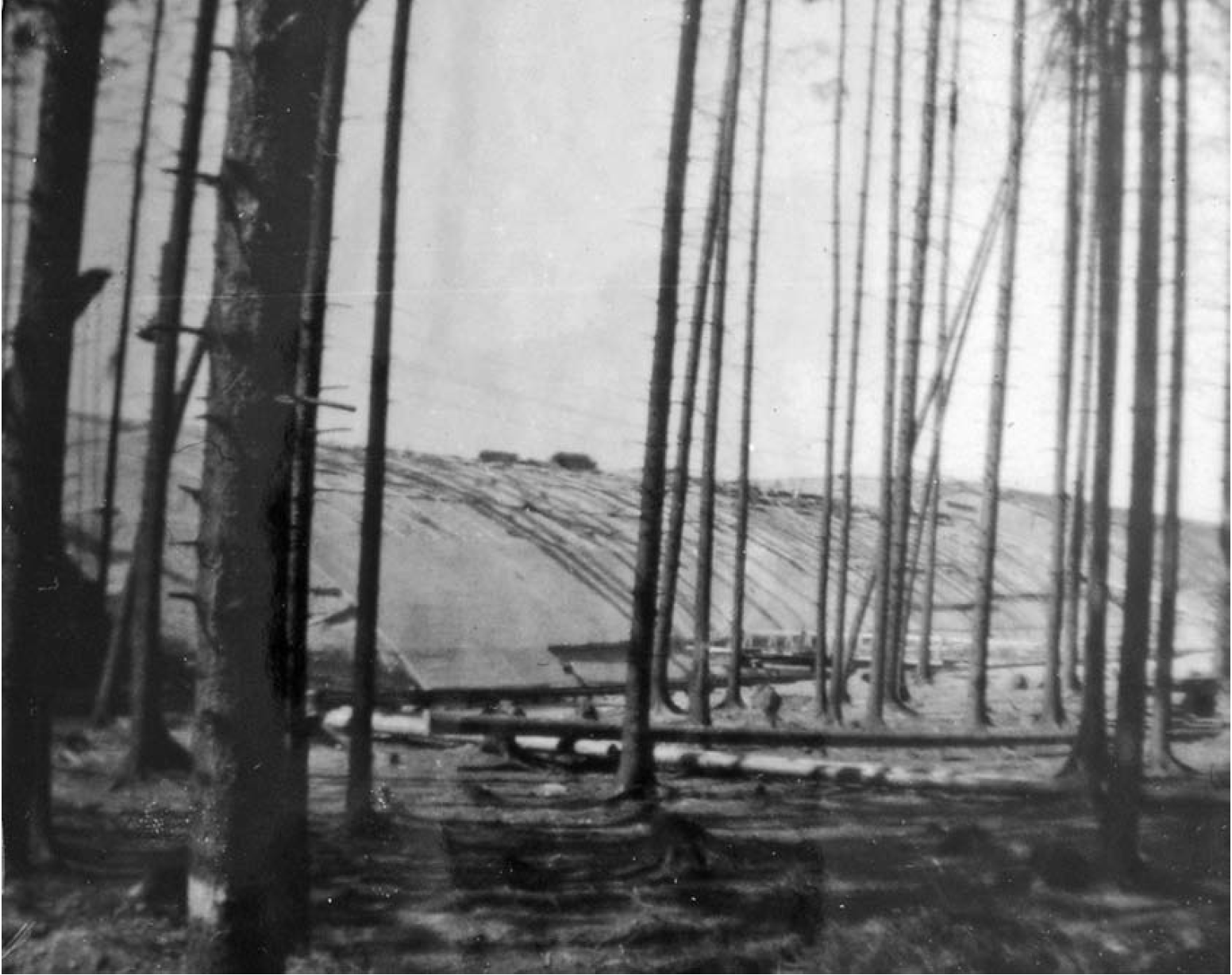
Bunker Weingut II (1945)

### Bau und Nutzung im Zweiten Weltkrieg / „Weingut II“
Aufgrund der Zunahme der Luftangriffe 1943, bei denen von alliierten Bombern viele Rüstungsfabriken und Fertigungsanlagen zerstört wurden, befahl Adolf Hitler am 21. April 1944, im Reichsgebiet sechs unterirdische, bombensichere Flugzeugfabriken zu errichten. Die Bunker sollten alle über 400 Meter lang, an ihrem Fuße 86 Meter breit und am Scheitel 26 Meter hoch sein. In diesen Fabriken sollte nach Fertigstellung die Produktion von Flugzeugen des Typs Messerschmitt Me 262, Focke-Wulf Ta 152 und Dornier Do 335 aufgenommen werden. Am Standort Landsberg am Lech sollten drei dieser gigantischen Bunker mit den Decknamen „Diana II“, „Weingut II“ und „Walnuss II“ entstehen. Je ein weiterer Bunker sollte an den Standorten Mühldorf am Inn (Deckname „Weingut I“), in Bedburg westlich von Köln (Deckname unbekannt) und bei Prag (Deckname unbekannt) gebaut werden. Die Oberaufsicht des Projektes oblag einer Oberbauleitung (OBL) mit Decknamen „Ringeltaube“. Beaufsichtigt und durchgeführt wurde das gesamte Bauprojekt von der Organisation Todt.
Bereits im April 1944 verlegten Baufirmen ihre Baumaschinen von Frankreich (Atlantikwall) nach Landsberg am Lech. Im Mai begannen die Rodungsarbeiten an der Baustelle „Weingut II“. Es folgten kurz darauf weitere Baustellen. Im September 1944 wurde der Bau an der Baustelle Bedburg eingestellt, im Januar 1945 der Bau von „Walnuss II“. Zu Ende des Krieges waren „Weingut I“ und „Weingut II“ zu je 70 % fertiggestellt. Von „Diana II“ befand sich das erste Segment im Bau. Über die Flugzeugfabrik in Prag liegen bislang keine gesicherten Erkenntnisse vor. Heute existiert nur noch „Weingut II“ sowie ein kleiner Teil von „Weingut I“. Der Bunker „Weingut II“ befindet sich auf dem Gebiet der Welfen-Kaserne und enthält in seinem Inneren einen zweiten Bunker, der noch genutzt wird.
Von Juni 1944 bis April 1945 wurden insgesamt ungefähr 23.000 Häftlinge als Zwangsarbeiter nach Landsberg deportiert. Sie wurden in zehn Außenlagern des KZ-Außenlagerkomplexes Kaufering des KZ Dachau rund um Landsberg und Kaufering unter menschenunwürdigen Bedingungen untergebracht (ein elftes Lager kam nicht zum Einsatz). Die schwere Arbeit und die menschenunwürdigen Bedingungen, wie mangelnde oder fehlende Verpflegung, Krankheit und Kälte, sorgten für große Opferzahlen bei den KZ-Häftlingen. Über 6.300 Zwangsarbeiter überlebten nicht (6334 Todesfälle sind dokumentiert). Darüber hinaus wurden ca. 2.700 Häftlinge als nicht arbeitsfähig selektiert und in andere Konzentrationslager – vor allem nach Auschwitz und Bergen-Belsen – deportiert. Diese Darstellung gemäß der Angaben in der Ausstellung der Bundeswehr hält einer wissenschaftlichen Überprüfung jedoch nicht stand. So ist die Zahl der Todesopfer zu niedrig angegeben, die Zahl der Lager reduziert.

### Kriegsende und Übernahme durch US-Armee und Bundeswehr
Bei Kriegsende waren bei der Anlage „Weingut II“ 226 Meter der Außenhülle betoniert und bei den ersten 70 Metern war bereits der Innenausbau fortgeschritten. Die amerikanische Armee „entsorgte“ die überschüssigen Bomben, die aus England angeliefert wurden, durch kontrollierte Sprengung in den Bunkeranlagen. Diese Entsorgung überstand der Bunker ohne größere Blessuren. Erst benutzte die US-Armee den Bunker als Munitionsdepot. Im Jahr 1960 wurde die Anlage durch die Bundeswehr übernommen und von 1960 bis 1966 durch die Luftwaffe in der heutigen Form ausgebaut. Es wurde sozusagen ein Bunker im Bunker erstellt. Ziel war zunächst die Unterbringung des Waffensystems Matador.
Das Waffensystem Matador wurde jedoch nicht angeschafft (dagegen Pershing-Raketen, die jedoch nicht hier gelagert wurden) und somit wurde die Anlage ab 1964 als Lager- und Instandsetzungseinrichtung genutzt, so dass niemals nukleare Sprengköpfe in der Untertageanlage eingelagert waren. Die jetzige Welfen-Kaserne wurde erst in den späten 1980er Jahren neu gebaut. Vorher wurden die Soldaten von benachbarten Kasernen (Lagerlechfeld, Landsberg, Penzing usw.) dort täglich hintransportiert. Bis heute wird der Bunker zur Instandhaltung von Avionik-Baugruppen genutzt. Bis 2005 befand sich in der Untertageanlage in der Welfen-Kaserne zudem noch ein Materialdepot und bis Anfang 2007 das Programmierzentrum der Luftwaffe für fliegende Waffensysteme (ProgrZ Lw flg WaSys).

### Heutige Nutzung
Heute wird die Untertageanlage hauptsächlich durch das Instandsetzungszentrum 13 (vormals Systemzentrum Avionik) genutzt. Alle anderen in der Welfen-Kaserne stationierten Einheiten befinden sich hauptsächlich in Gebäuden außerhalb des Bunkers. Im Zuge der Neuausrichtung der Bundeswehr wurde das Systemzentrum Avionik mit Wirkung zum 31. März 2014 aufgelöst und am darauffolgenden Tag das neue Instandsetzungszentrum 13 am Standort aufgestellt.

## Dienststellen am Standort
Die Welfen-Kaserne beherbergt folgende Einheiten:
- Instandsetzungszentrum 13
- Bundeswehrfeuerwehr Landsberg
- weitere kleine Dienststellen

Außerdem sind am Standort noch Teile des Bundeswehr-Dienstleistungszentrums Landsberg am Lech stationiert. Der Hauptsitz befindet sich jedoch nicht in der Welfen-Kaserne, sondern auf dem Gelände des Fliegerhorstes Landsberg. Mit Einstellung des Flugbetriebs auf dem Fliegerhorst soll das Dienstleistungszentrum komplett in die Welfen-Kaserne umziehen.